# Dinotrema sandaracum
Dinotrema sandaracum är en stekelart som först beskrevs av Bhat 1979.  Dinotrema sandaracum ingår i släktet Dinotrema, och familjen bracksteklar. Inga underarter finns listade i Catalogue of Life.